# Пијовци
Пијовци (словен. Pijovci) су насељено место у општини Шмарје при Јелшах, Савињска регија, Словенија.

## Историја
До територијалне реорганизације у Словенији били су у саставу старе општине Шмарје при Јелшах.

## Становништво
У попису становништва из 2011. године, Пијовци су имали 134 становника.
| Број становника према пописима | Број становника према пописима | Број становника према пописима |
| ------------------------------ | ------------------------------ | ------------------------------ |
| 1991                           | 2002                           | 2011                           |
| 180                            | 169                            | 134                            |

Напомена: Године 2018. извршена је мала размена територије између насеља Местиње и Пијовци.